# 基尔大学
基尔大学，全名基尔克里斯蒂安·阿尔布雷希特大学（德語：Christian-Albrechts-Universität zu Kiel，CAU），坐落于波罗的海畔的基尔市，是德国石勒苏益格-荷尔斯泰因州唯一的一所综合大学。该校始建于公元1665年，历史悠久。目前在校学生约有20000人，教授600名左右。学校设有约140个专业方向。2001年新建的大学图书馆是目前整个德国最先进的图书馆之一，共有藏书440余万册。学校目前的重点专业方向有：海洋生物学，国民经济学和斯堪的纳维亚文化。此外学校的国际经济系和自然灾害研究所亦享有国际声誉。

## 外部連結
- University of Kiel Website（德文） （英文）
- University of Kiel International Affairs （英文）
- （页面存档备份，存于）